# Старі Бошняни
Старі Бошняни (хорв. Stari Bošnjani) — населений пункт у Хорватії, в Копривницько-Крижевецькій жупанії у складі міста Крижевці.

## Населення
Населення за даними перепису 2011 року становило 105 осіб.
Динаміка чисельності населення поселення: